# Béatrice Libert (écrivain)
Pour les articles homonymes, voir Béatrice Libert et Libert.
Béatrice Libert, née à Amay en 1952, est une poète et écrivain belge qui vit en Wallonie.

## Biographie
Elle est l’auteur de livres de poèmes, nouvelles, roman, essais, monographies et récits. Critique de poésie et animatrice en ateliers d’écriture, elle écrit aussi pour la jeunesse et elle a cosigné plusieurs livres d´artistes. Elle donne des spectacles et des lectures publiques, accompagnée de musiciens.
Elle est membre de L'Association des écrivains belges, de l'Association Royale des écrivains et des artistes wallons, de la Charte, de la SACD-SCAM et de la SMart.
Ses poèmes sont traduits en plusieurs langues et quelques-uns ont été mis en musique.
Elle dirige deux collections aux éditions Couleur livres à Mons/Bruxelles: « L'Horizon délivré », arts et pédagogie, et « Carré d'as », poésie illustrée pour la jeunesse.
Elle a fondé et dirige le Festival des Arts à Cointe (Liège; www.cointe.org) et pratique aussi la peinture.
Depuis 2008, elle a cessé d'enseigner et se consacre à la création.

## Prix et distinctions
- Citoyenne d'honneur de Liège (2017)[1]
- Prix Amélie Murat de la Ville de Clermont-Ferrand
- Prix Marcel Lobet
- Prix Edmond Roche de la Ville de Calais
- Prix de l'édition poétique de la Ville de Dijon [2].
- Prix Jean Kobs de l'Académie royale de langue et de littérature françaises de Belgique[3].
- Prix Joël Sadeler 2021[4] pour La sourde oreille et autres menus trésors, illustrations de Pierre Laroche

## Publications

### Poésie
- Invitation, éditions Thalia, 1979
- Parades, éditions André De Rache, 1983
- Baisers volés à Paul Eluard, suivi de Remparts, éditions Vie Ouvrière, 1989
- Lalangue du désir et du désarroi, L'Arbre à paroles, 1991
- La Passagère, Vie Ouvrière, 1994
- Le bonheur inconsolé, L'Arbre à Paroles, 1997
- Vol à main nue, L'Arbre à paroles, 1998
- Le rameur sans rivage, La Différence, 1999
- En vertu de nous-mêmes, Le Tétras Lyre, 2001, collection Lettrimage, avec sept encres de Maria Desmée
- Petit bréviaire amoureux, Les Écrits des Forges, 2002
- Le Passant fabuleux, Autres Temps, 2003
- Être au monde, La Différence, 2004
- Edward Hopper: en regard de ses tableaux, poèmes, éditions Poiêtês, 2006; avec Christophe Durand-Le Menn
- Passage et permanence, le tétras Lyre, 2008, collection Lyre sas bornes; gravures d'Annie Gaukema
- L'instant oblique, L'Oreille du loup, 2009
- Passage du laitier, L’Orme, 2011
- Écrire comme on part, Préface de Gabriel Ringlet, Le Bruit des autres, Limoges, 2013
- La route n’enfante que l’adieu, L’Atelier du Grand Tétras, 16 encres de Raphaël Segura, Mont-de-Laval, 2014
- Un chevreuil dans le sang, L’Arbre à paroles, préface de Laurent Demoulin, avril 2014
- Demeures de l’éveillé, Presses littéraires, Prix de l’édition poétique de la Ville de Dijon 2015
- L’aura du blanc, Le Taillis Pré, préface de Pierre Somville, dessins de Motoko Tachikawa, 2016
- Au seuil de l’ange, Éditions Vagamundo, préface de Lionel Ray, Pont Aven, 2017
- Ce qui vieillit sur la patience des fruits verts, anthologie, choix et préface d'Yves Namur, Le Taillis Pré, Châtelineau, 2018
- Battre l'immense, Corlevour, Clichy, 2018
- Un arbre nous habite,  photographies de Laurence Toussaint, L’Atelier du Grand Tétras, Mont-de-Laval, 2019
- La nuit porte jarretelles, aphorismes, Cactus inébranlable, 2020
- Arbracadabrants, préface d’Éric Brogniet, Le Taillis Pré, 2021.
- Comme un livre ouvert à la croisée des doutes, photographies de Laurence Toussaint, Signum, Paris, 2021.
- Poèmes en quête de nuits douces, Le Taillis Pré, 2023.

### Poésie en édition limitée
- Le jardin fragile, Alain-Benoît, dessins de Martine Chittofrati, Rochefort-du-Gard, 2004, collection raffia
- Paroles du soir Alain-Benoît, encres d’Anne Slacik, Rochefort-du-Gard, 200t ; collection Brèche
- Ton corps Alain-Benoît, nus de Pierre Cayol, Rochefort-du-Gard, 2008
- Les couleurs du dedans, Barde la Lézarde, Paris, 2011, coll. Fol’ivre ; interventions de May Livory
- Jamais le chant ne se taira, dessins de Jean-Marie Pieron, éd. artisanale 60 exemplaires, Liège, février 2014
- Traces, poèmes avec des interventions plastiques de Pierre Laroche, 90 exemplaires signés et  numérotés, éditions du Ravin, Digne, 2019
- Bal masqué, 12 gravures de Cécile Nicolino et 12 distiques de l’auteur, éditions du Ravin, tirage artisanal limité à 100 exemplaires, Digne-les-Bains, 2021.
- Vers le simple… 27 photographies de Gérard Niemetzky, poème (12 strophes/pages), 250 exemplaires, A(R)TELIER, Arles, mai 2022.
- Treize variations autour du poème, dessins de Pierre Laroche, éditions des Deux Frères, Digne-les-Bains, printemps 2022 ; 100 exemplaires.

### Poésie en éditions 'jeunesse'
- Un arbre cogne à la vitre, Pluie d'étoiles, 2000
- Saison des extravagances, Gros Textes, Châteauroux-les-Alpes, 2011, dessins de Willy Welter (épuisé)
- Le bestiaire en folie, Couleurs Livres, collection Carré d’as, Charleroi, 2011, dessins de Xavier Lache

- La marmite de la marmotte, illustrations en couleurs de Bénédicte Boullet, Éditions Henry, 2013
- Alphabet en quête d’auteurs, Ficelle n°112, dessins de Vincent Rougier, 2013
- Problaimes, mat & mathique, Édition du Ravin, Digne-les-Bains, 2013, illustrations de Pierre Laroche

- Dans les bras du monde, illustrations en couleur de Nancy Pierret, Soc et Foc, 2014
- Où va la lune quand le jour se lève ? Couleurs Livres, collection Carré d’as, 2016, dessins de Sylvie Kyral
- Adieu veau, vache, cochon, couvée, Édition du Ravin, Digne-les-Bains, 2016, illustrations de Pierre Laroche, 120 exemplaires, numérotés et signés. Avant-dire d’André Goosse.
- Fables pour notre temps, Édition du Ravin, Digne-les-Bains, 2017, illustrations de Pierre Laroche.
- Mes premières comptines et autres petits poèmes, choix de Béatrice Libert, images de Luce Guilbaud, Couleur Livres, Carré d’as, 2019
- V’là l’bon vent, collages de Pierre Laroche, 100 exemplaires, numérotés et signés, éditions du Ravin, 2019
- La sourde oreille et autres menus trésors, collages de Pierre Laroche, éditions Henry, mai 2020

### Poésie en périodiques : numéros spéciaux
- L’heure blanche, Encres Vives N° 252, Colomiers, 2000, postface de Jean Joubert
- Regards croisés, La Porte, Laon, 2001, photographies d’Étienne Pierlot
- Litanie pour un doute, Encres Vives, N° 313, Colomiers, 2004
- Alphabet blanc, La Porte, Laon, 2004
- Avec, Encres Vives N°375, Colomiers, 2009, postface de Jalel El Gharbi
- Das Zünd Blättchen, (extraits) version allemande de Rüdiger Fisscher, édition Dreizeichen, Meissen, 2010
- Dans les yeux des fruits verts, Encres Vives N° 412, Colomiers, 2012, postface de Maurice Corne
- Alphabet en quête d’auteurs, Ficelle n° 112, dessins de Vincent Rougier, 2013
- Entre tes lèvres, La Porte, Laon, 2015
- A consommer de préférence avant la date indiquée au verso, (extraits), La bafouille incontinente n° 39, avant-dire de Jean-Pierre Verheggen, éditions Boumboumtralala, Liège, novembre 2015
- Chemins du possible, Pourtant n°6, 2023

### Poésie en traductions
- Lingua desiderio sgomento, version italienne de Francis Tessa, L’Arbre à paroles, 1995
- Migraine, version allemande de  Rüdiger Fischer, reprise dans Encore une journée,  éditions en Forêt, Rimbach, 1996
- Le bonheur inconsolé  version roumaine de Luiza Palenciuc, LiterNet.ro, février 2005
- La Passagère, version roumaine de Luiza Palenciuc, LiterNet.ro, février 2005
- Litanie pour un doute, version roumaine de Luiza Palenciuc, éditions www.LiterNet.ro, février 2005
- Le rameur sans rivage, version roumaine par G et C Abaluta, Universal Dalsi, Bucarest, 2002
- Le bonheur inconsolé / La Passagère / Litanie pour un doute / version roumaine de Luiza Palenciuc, LiterNet.ro, février 2005
- Das Zünd Blättchen, (extraits) version allemande de Rüdiger Fisscher, Dreizeichen, Meissen, 2010
- Pan a los gorriones, Paso de Barca, Barcelone, 2013, version espagnole de Myriam Montoya : anthologie personnelle ; choix de poèmes en version française et espagnole

### Proses
- Récits autobiographiques : Une enfance au creux des mots, Couleur Livres, Charleroi, 2005 ; 2e éd., 2011
- Nouvelles épistolaires : Lettres à l’intemporel, Le Bruit des autres, Limoges, 2010
- Proses poétiques : Musique de chambre, Le Bruit des autres, Limoges, 2010
- Roman : Sonate en là majeur, Le bruit des autres, Limoges, 2012

### Prose jeunesse
- Le chevalier des sept couleurs, mise en images de Mathieu Schmitt, éditions Vagamundo Jeunesses, Pont-Aven, 2018.

### Essais
- La classe de français en fête, Dessain, 1983
- Jean Joubert, en collaboration avec M-C Masset, L'Arbre à paroles, Amay, 1996
- Marie-José Viseur, Dossier L, Service du Livre Luxembourgeois, 1999
- Jean Joubert, parcours poétique, L'Arbre à paroles, 2006
- Au pays de Magritte, regarder, lire, écrire, créer, Couleur livres, 2009
- Au pays de Maurice Carême, regarder, lire, écrire, créer, Couleur livres, 2010
- Au pays de Jean Joubert, regarder, lire, écrire, créer, Couleur livres, 2012
- Entrer dans l’univers de Nancy Pierret, illustratrice et créatrice pour la jeunesse, carnet pédagogique, Échevinats de la culture et de l’enseignement de la Ville de Liège, 2013

### Anthologie
- A claires voix, choix et avant-dire ; auteurs des ateliers pARTage, à la Maison de la poésie de Namur ; L’Arbre à paroles, 2013

### Monographie
- Chantal Bietlot, artiste peintre, chez l’artiste, Visé, 2006

- Entrer dans l’univers de Francis Joiris, artiste cartonniste, éditions Le Taillis Pré, Châtelineau, 2015

- Béatrice Libert, Confluences : peintures, poésie et livres d’artistes : Liège museum no 55, mars 2018, bulletin des musées de la ville de Liège. Contributions de Jean Pierre Hupkens, Yves Namur, Christine Maréchal, Béatrice Libert ; crédit photo Charlotte Durande.

### Livres d’artistes avec
Nelly Avila, Angel Beatove, Enan Burgos, Jean-Noël Baches, Anick Butré, Pierre Cayol, Claire Cuenot, Martine Chittofrati, Jacques Clauzel, Maria Desmée, Michel Fabre, Annie Gaukema, Raphaël Kleweta, Pierre Laroche, May Livory, Danielle Loisel, Wanda Mihuleac, Chantal Némery, Jean-Marie Pieron, Vincent Rougier, Raphaël Segura, Andrea Sotolaya de Suňer, Anne Slacik, Motoko Tachikawa, Laurence Toussaint, …